# Juan Manuel Pascal Cachaizamba
Juan Manuel Pascal Cachaizamba (ur. 14 sierpnia 1973) – angolski piłkarz grający na pozycji pomocnika.

## Kariera klubowa
W swojej karierze piłkarskiej Cachaizamba grał w klubie Petro Atlético.

## Kariera reprezentacyjna
W reprezentacji Angoli Cachaizamba zadebiutował w 1997 roku. W 1998 roku został powołany do kadry Angoli na Puchar Narodów Afryki 1998. Na nim był rezerwowym zawodnikiem i nie rozegrał żadnego meczu. W kadrze narodowej grał do 1999 roku.